# Blindspot (seizoen 5)
Dit artikel vat het vijfde en laatste seizoen van Blindspot samen. In de Verenigde Staten liep dit seizoen van 7 mei 2020 tot en met 23 juli 2020. 

## Rolverdeling

### Hoofdrollen
- Jaimie Alexander - Jane Doe
- Sullivan Stapleton - FBI-agent Kurt Weller
- Audrey Esparza - FBI-agente Natasha Zapata
- Ashley Johnson - FBI-agente Patterson
- Ennis Esmer -  Rich Dotcom
- Mary Elizabeth Mastrantonio - Madeline Burke
- Jamie Eddy - Jane Double
- Ami Sheth - Afreen
- Julee Cerda - Ivy Sands

### Terugkerende rollen
- Rob Brown - FBI-agent Edgar Reade
- Aaron Abrams - Matthew Weitz
- Chad Donella - Jake Keaton
- Trieste Kelly Dunn - Allison Knight
- Josh Dean - Boston Arliss Crab
- Amy Margaret Wilson - Briana
- Raoul Bhaneja - Richard Shirley
- David Clayton Rogers - Ice Cream

## Afleveringen
| Nr. | Aflevering | Titel                      | Regisseur         | Schrijver(s)                 | Selectie gastrollen | Uitzenddatum |  |
| --- | ---------- | -------------------------- | ----------------- | ---------------------------- | --- | ------------ |  |
| 90 | 1          | I Came to Sleigh           | Mark Pellington   | Chris Pozzebon               | Ajay Naidu - Shohid Akhtar Robert Baker - Rafael Pierce                                                                                 | 7 mei 2020   |  |
| Jane probeert de situatie te overzien na de explosie in IJsland. Dan ontvangt zij een vreemd bericht van een onbekende bondgenoot, en dit stelt haar in staat om een reddingsmissie op te zetten om zo Rich te bevrijden van een CIA gevangenis. Om dit te verwezenlijken moet zij wel de hulp inroepen van een oude vijand, namelijk Sho Akhtar. |            |                            |                   |                              | |              |  |
| 91 | 2          | We Didn't Start the Fire   | Kristin Windell   | Eric Buchman                 | Bill Nye - Bill Nye the Science Guy Anjali Bhimani - Susan Shah Dennis Flanagan - Logan                                                 | 14 mei 2020  |  |
| Jane en het team zoeken contact met de vader van Patterson in de hoop om zo toegang te krijgen op een conferentie van een hoog niveau in Finland, om zo Matthew Weitz aan hun kant te krijgen. |            |                            |                   |                              | |              |  |
| 92 | 3          | Existential Ennui          | Joy T. Lane       | Ryan Johnson Peter Lalayanis | Kyle Vincent Terry - Zico Faulhaber Cindy Cheung - dr. Coleman Amy Margaret Wilson - Briana                                             | 28 mei 2020  |  |
| Wanneer een operatie misgaat, moet het team afrekenen met een mol in hun eigen gelederen voordat deze de teamleden een voor een uitschakelt. Ondertussen wordt Weitz gedwongen om een psychologisch spel te spelen, dit omdat Burke erachter wil komen waar zijn loyaliteit ligt ten opzichte van de FBI.                                         |            |                            |                   |                              | |              |  |
| 93 | 4          | And My Axe!                | America Young     | Matt Young                   | John Hodgman - hoofdinspecteur Jonas Fischer Cindy Cheung - dr. Coleman Carrie St. Louis - lab techneut                                 | 4 juni 2020  |  |
| Om te voorkomen dat een terroristische groep een dodelijk chemisch wapen kan fabriceren, moet het team bepaalde herinneringen ophalen uit hun eerste dagen bij de FBI. Ondertussen maakt Weitz zich grote zorgen wanneer hij slecht nieuws krijgt over de gezondheid van zijn dochter.                                                            |            |                            |                   |                              | |              |  |
| 94 | 5          | Head Games                 | Pamela Romanowsky | Brendan Gall                 | Brontë England-Nelson - Bethany François Arnaud - Oscar Jay O. Sanders - Bill Weller Kachina Dechert - Heather                          | 11 juni 2020 |  |
| Wanneer Jane wordt neergeschoten en Kurt ontvoert wordt moet het team alles op alles zetten om beide te redden, terwijl zij de locatie van hun tijdelijk hoofdkwartier geheim moeten houden. Ondertussen wordt Kurt achtervolgd door demonen uit zijn verleden.                                                                                   |            |                            |                   |                              | |              |  |
| 95 | 6          | Fire & Brimstone           | Dermott Downs     | Rachel Caris Love            | Anjali Bhimani - Susan Shah Margaret Odette - DJ Tony Naumovski - Ilya Mikhailov Lou Liberatore - Irving                                | 18 juni 2020 |  |
| Wanneer Ice Cream, de fixer uit IJsland, terugkeert om zijn schuld te innen, wordt het team gedwongen om een levensgevaarlijke race uit te voeren over de hele wereld om een reeks puzzels op te lossen. Dit om zo de beruchte gestolen Gardner-schilderijen terug te krijgen.                                                                    |            |                            |                   |                              | |              |  |
| 96 | 7          | Awl In                     | Ramaa Mosley      | Anne Hecker                  | Ben Rappaport - Gregory Burke Jon Collin Barclay - Dabbur Zann Goon                                                                     | 25 juni 2020 |  |
| In een poging om Madeline te stoppen met het verschepen van ZIP in twee vliegtuigen naar Amerika, splitst het team zich op om zo in een gevaarlijke undercoveroperatie de zoon van Madeline te onderscheppen. Ondertussen ondervraagt Madeline een oude bondgenoot om zo meer informatie te krijgen over Kurt en de rest van het team.            |            |                            |                   |                              | |              |  |
| 97 | 8          | Ghost Train                | Martha Mitchell   | Eric Buchman                 | Cathy Salvodon - perssecretaresse | 2 juli 2020  |  |
| Het team probeert uit alle macht om Madeline en Ivy in te sluiten wanneer zij de locatie van haar bunker naderen. Dan ontdekken zij dat er een mol in hun team zit die informatie doorspeelt aan Madeline. Wanneer het Madeline bijna lukt om aan hen te ontsnappen wordt het team gedwongen om wanhopige maatregelen te nemen.                   |            |                            |                   |                              | |              |  |
| 98 | 9          | Brass Tacks                | Chris Place       | Matt Young                   | Reshma Shetty - Megan Juan Ayala - agent Woods Jamie Eddy - Shayla                                                                      | 9 juli 2020  |  |
| De overlevenden van de bende worden gevangen genomen door het FBI-team. Madeline en Ivy zijn er echter in geslaagd om aan de FBI te ontsnappen, en bevinden zich nu in de laatste fase van hun plan voor de aanval. Zij komen dan ineens oog in oog te staan met oude bondgenoten, die hen uit alle macht willen stoppen voordat het te laat is.  |            |                            |                   |                              | |              |  |
| 99 | 10         | Love You to Bits and Bytes | Jean de Segonzac  | Chris Pozzebon               | Heather Burns - Kathy Gustafson Tracie Thoms - Arla Grigoryan Marquise Vilson - Thomas Sawyer Manning - Bethany                         | 9 juli 2020  |  |
| Wanneer Ivy uit alle macht probeert om bij de vernietigende ZIP-bommen te komen, proberen de overgebleven teamleden hem te stoppen. Zij zijn dan genoodzaakt om de hulp in te roepen van de zeer onstabiele en onvoorspelbare genius Kathy Gustafson.                                                                                             |            |                            |                   |                              | |              |  |
| 100 | 11         | Iunne Ennui                | Martin Gero       | Martin Gero                  | Tracie Thoms - Arla Grigoryan Whitney Rice - dr. Maggie Horne Melissa Stetten - agente François Arnaud - Oscar Dylan Baker - Pellington | 23 juli 2020 |  |
| NNB |            |                            |                   |                              | |              |  |